# Reiner Eiden
Reiner Eiden (* 26. Juli 1932; † 31. Juli 2018) war ein deutscher Physiker. Er war von 1981 bis 1997 Professor für Meteorologie an der Universität Bayreuth.

## Leben
Im Jahr 1952 begann Eiden ein Studium der Physik und Mathematik an der Johannes-Gutenberg-Universität Mainz. Seine Diplomarbeit mit dem Titel „Über die Verwendungsmöglichkeit von Quarzschwingkristallen zur direkten Stabilisierung der Impulsfolgefrequenz von Spannungssägezahnoszillatoren“ schrieb Eiden unter der Leitung von Werner Herzog. Sein Studium schloss er im Jahr 1960 mit der Diplomprüfung ab. Ab 1961 war Eiden wissenschaftlicher Mitarbeiter am Meteorologisch-Geophysikalischen Institut der Universität Mainz und beschäftigte sich dort mit Problemen des atmosphärischen Energie- und Strahlungstransfers. Zwischen 1962 und 1967 machte er mehrere Forschungsreisen – u. a. nach Grönland (Camp Century) und Hawaii (Insel Maui) –, um Daten der Atmosphäre mit einem selbst entwickelten Messgerät zu erfassen. Im Dezember 1966 wurde Eiden am Institut für Meteorologie an der Universität Mainz unter seinem Doktorvater Kurt Bullrich promoviert. Thema der Promotion: „Messungen und Berechnungen der spektralen sonnennahen Himmelsstrahlung mit Hilfe neuer experimenteller und theoretischer Methoden“.
1969 nahm Eiden an der Atlantischen Expedition mit dem Forschungsschiff „Meteor“ teil. Ab 1972 war er Assistenzprofessor in Mainz. 1973 ging er auf Einladung der „National Science Foundation“ für ein Jahr zu einem Forschungsaufenthalt ans „National Center for Atmospheric Research“ in Boulder im US-Bundesstaat Colorado. Zurück in Mainz, habilitierte Eiden für das Fach Meteorologie an der Universität Mainz mit einer Habilitationsschrift mit dem Titel „Fourierdarstellung der an homogenen, sphärischen Teilchen kohärent gestreuten elektromagnetischen Strahlung“. Im April 1975 wurde ihm die Venia Legendi für das Fach Meteorologie durch die Naturwissenschaftlichen Fachbereiche der Uni Mainz verliehen. Er arbeitete dann als Privatdozent (1976–1978) und Professor (1979–1981) an der Universität Mainz. Im Juni 1981 wurde er an die Universität Bayreuth berufen, um dort im neu entstandenen Studiengang Geoökologie, den er in den folgenden Jahren mit aufbaute, das Fach der Meteorologie zu vertreten. Er hat sich bei der Gründung des Bayreuther Zentrums für terrestrische Ökosystemforschung (BITÖK) Verdienste erworben. Bis zu seiner Emeritierung 1997 beschäftigte sich Eiden mit dem Einfluss natürlicher und vom Menschen erzeugter Staubpartikel auf das atmosphärische Strahlungsfeld und führte Messungen auf den Messflächen der Universität Bayreuth im Fichtelgebirge durch.